# さなげアドベンチャーフィールド

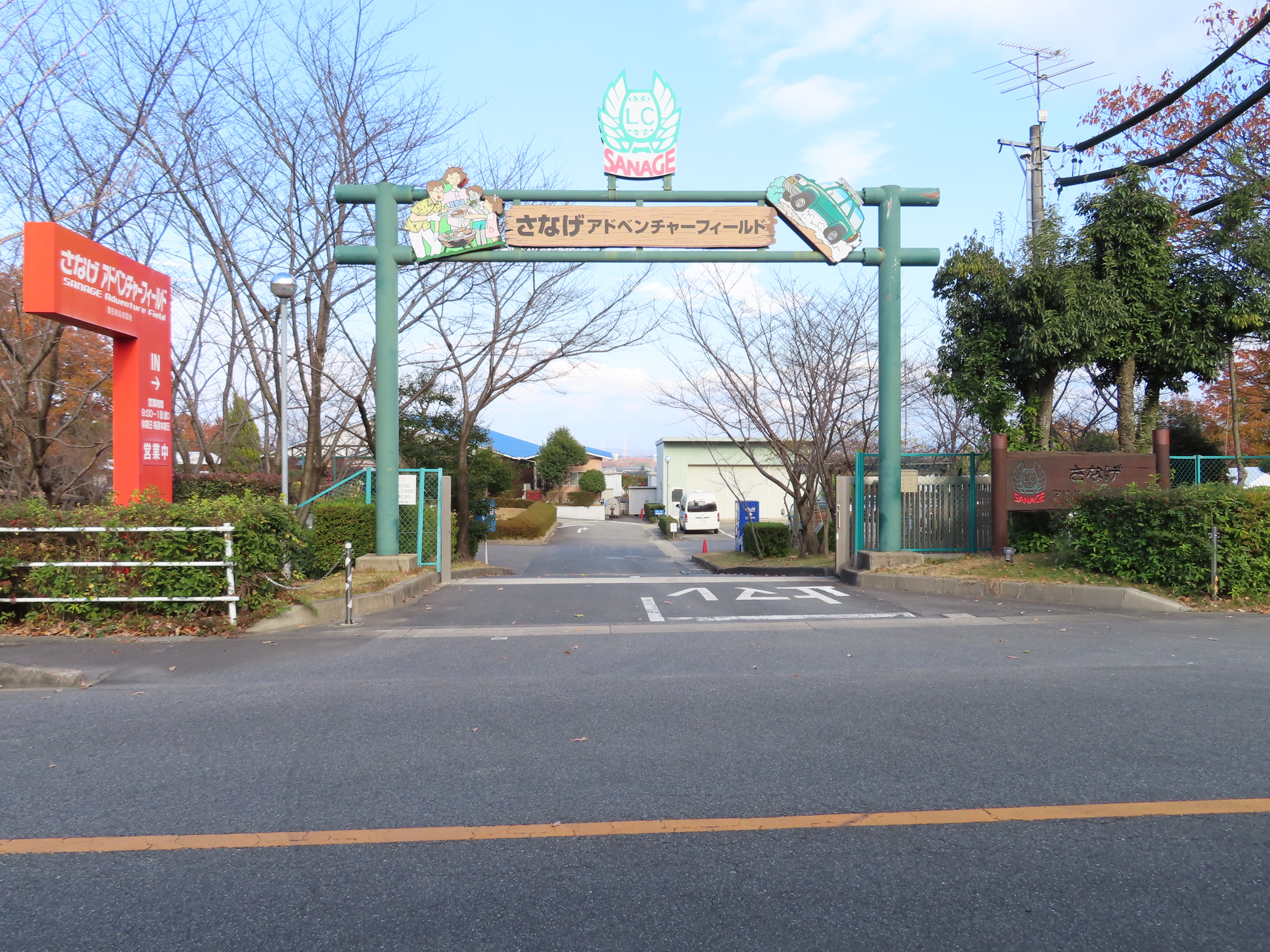
外観（2020年（令和2年）12月撮影）

さなげアドベンチャーフィールド(S.A.F)は、愛知県豊田市伊保町にある総合アウトドア施設である。

## 概要
ライフクリエイション株式会社（トヨタ自動車関連会社）が運営している。1994年（平成6年）4月28日に開業。ライフクリエーションの頭文字である「LC」は、ランドクルーザーの略称とも掛けられている。

## 施設内容
- オフロードコース
  - ここではトヨタ自動車が提供する車両でレンタル走行体験することができる。ランドクルーザーをはじめ、FJクルーザー、RAV4などを用意。
  - インストラクターの運転による、遊覧走行も行なっている。また、ナンバー付き４輪駆動車の持込走行も可能。
  - このコースを利用した安全運転講習会なども開催され、団体でコースを貸し切ることもできる。
- キャンプ場
- バーベキュー場
- アスレチック施設
- レストラン
- フィールドボード

## オフロードコース
コースはスキルに応じて3つから選ぶことができる｡
ワンダフルコース
全長750m、高低差32mでミニバンでも楽しめる初心者向けコース
林間コース
全長1100m、高低差32mで大自然を走破する雰囲気を味わえる
トライアルコース
全長650m、高低差27mであらゆる自然の地形を再現したダイナミックなチャレンジコース　

## レンタル車種一覧
- トヨタ　ランドクルーザー300
- トヨタ　ランドクルーザー200ZX
- トヨタ　ランドクルーザープラドTZ-G
- トヨタ　ランドクルーザー70
- トヨタ　FJクルーザー　オフロードパッケージ（マイナーチェンジ後)
- トヨタ　ハイラックスZ
- トヨタ　RAV4 Adventure
- トヨタ　RAV4 PHV
- トヨタ　カローラクロス　HYBRID G
- トヨタ　C-HR G-T 4WD
- スズキ　ジムニーXC
- スズキ　ジムニーシエラJC

## その他
90系ランドクルーザープラドの登場時のTVCMの一部は、当オフロードコースを使って撮影された。
ランドクルーザー誕生70周年を記念してスペシャルコースが作られた。スペシャルコースは、2021年8月2日～18日限定で一般公開された。
4WDの特徴や仕組み、走行の限界を知ることで、安全運転に寄与することを目的に研修も行なっている。